# Metaplectrus
Metaplectrus is een geslacht van vliesvleugeligen uit de familie Eulophidae. De wetenschappelijke naam van dit geslacht is voor het eerst geldig gepubliceerd in 1941 door Ferrière.

## Soorten
Het geslacht Metaplectrus omvat de volgende soorten:
- Metaplectrus lucia (Girault, 1929)
- Metaplectrus solitarius Gadd, 1945
- Metaplectrus szepligetii (Erdös, 1951)
- Metaplectrus teresgaster Wijesekara & Schauff, 1994
- Metaplectrus thoseae Ferrière, 1941